# Livre de l'abeille

Le Livre de l'abeille (Kthāvā d-dévurithā) est une compilation syriaque (avec une version arabe ancienne), organisée en soixante chapitres, de textes historico-légendaires retraçant le devenir du monde de la Création jusqu'au Jugement dernier, avec également des chapitres théologiques sans caractère narratif. Il est dû à un évêque de l'Église nestorienne du début du XIIIe siècle, Salomon (ou Shlimon) de Khalat, qui était métropolite de Bassorah (ou Perat d-Maïssan en syriaque) en 1222 au moment de l'intronisation du catholicos Sabrisho IV. Selon le Catalogue d'Ébedjésus de Nisibe, cet évêque était aussi l'auteur d'un traité sur la forme du ciel et de la terre.
Le titre repose sur l'image de l'abeille allant de fleur en fleur pour collecter le nectar. De même le compilateur a assemblé en un livre des passages empruntés à de nombreux ouvrages. Ses sources sont notamment la Bible et des apocryphes bibliques, mais la principale, pour toute la période antérieure à Jésus-Christ (avec les quinze premiers chapitres consacrés à la Création), est le livre plus ancien intitulé la Caverne des trésors. Le Livre de l'abeille continue par des récits concernant les missions des apôtres, leurs martyrs et la découverte de leurs reliques ; les listes des catholicos nestoriens, des rois perses, des rois de la dynastie des Ptolémées, des empereurs romains ; des récits prophétiques attribués à Méthode d'Olympe sur la conquête musulmane, puis sur Gog et Magog et la porte d'airain derrière laquelle Alexandre le Grand les avait confinés (récits tirés à la fois du Roman d'Alexandre du pseudo-Callisthène et de l'Apocalypse du pseudo-Méthode) ; un autre récit sur la venue de l'Antéchrist. Les cinq derniers chapitres sont consacrés au Jour du jugement et à la destinée des âmes après la mort.

## Édition
- E. A. T. Wallis Budge (éd.), The Book of the Bee (syriaque et anglais, et un extrait de la version arabe), Clarendon Press, Oxford, 1886 ; réimpr. Gorgias Press, 2006 [lire en ligne (page consultée le 14 juillet 2012)].